# Horná Súča
Horná Súča (in tedesco Obersutsch, in ungherese Felsőszúcs) è un comune della Slovacchia facente parte del distretto di Trenčín, nella regione omonima.

## Storia
Fu menzionata per la prima volta in un documento storico nel 1208 con il nome di Suchan, quando l'intera regione viene indicata come Cantone di Suča. Appartenne ai Signori della rocca di Trenčín. 
A Michal Rešetka è dedicata la scuola primaria di Horná Súča, che fu lui stesso a fondare. Da parroco del paese nel XIX secolo iniziò anche una scuola domenicale. Per combattere l'alcolismo fondò una "Società della temperanza" (Spolok miernosti), che giunse ad avere nel paese più di 1300 iscritti.